# Audiovisual
L'audiovisual és qualsevol missatge que aglutini imatge i so al mateix temps, com ara el cinema o les pàgines web dinàmiques. Actualment, es coneix com a llenguatge audiovisual o comunicació audiovisual, ja que la finalitat de qualsevol element audiovisual és transmetre informació.
Els primers indicis de contingut audiovisual va ser amb el desenvolupament del cinema sonor a començaments del segle xx. És ací quan comença a referir-se a les tècniques de difusió simultània com audiovisual.

## Percepció biopsicològica de l'audiovisual
Tant en la vista com en l'oïda trobem una percepció activa (escoltar, mirar) i una percepció passiva (sentir, veure)

### Percepció visual
El que percebem és la llum. Veiem a través de l'ull, que només distingeix una part de l'espectre electromagnètic. L'ull rep els estímuls dels raigs de llum procedents de l'entorn i els transforma en impulsos nerviosos. Aquests raigs travessen constantment el Cristal·lí incidint a la part posterior de l'ull coneguda com a Retina, és allí, on els feixos lluminosos es converteixen en impulsos que viatgen a través del nervi òptic cap a l'escorça del cervell relacionada amb la visió, creant així, les imatges que mirem. Com que cada un dels nostres ulls té una visió lleugerament diferent d'un objecte, el nostre cervell s'ha d'encarregar de fusionar les imatges per crear un efecte tridimensional (estereoscòpic), cosa que permet percebre la profunditat i la distància. Aquest procés és instantani. A la retina, a més, es dona un fenomen conegut com a persistència retinal, que permet crear la sensació de moviment encara que realment el percebut sigui una successió d'imatges fixes a una determinada velocitat.
Quan veiem, captem formes o objectes, així un dels molts processos que es posen en marxa en el nostre cervell és el d'intentar reconèixer-los. Si el que veiem coincideix amb algun dels esquemes o patrons emmagatzemats en la memòria, reconeixerem l'objecte, però si no ho hem vist abans, podem continuar observant per més temps i crearem en la memòria un patró de reconeixement per a aquest objecte. Aquests patrons són flexibles, per això, no descriuen una forma o imatge concreta.

### Percepció auditiva
El so és una vibració que es transmet per un medi. Aquestes vibracions arriben al sentit a través dels seus ossets i després es transmet al cervell. La major o menor freqüència de les vibracions produeix els diferents tons.
La vista és més espacial que l'oïda. El so defineix els objectes en l'espai d'una manera molt relativa, ja que el volum del so condiciona la nostra percepció. Tots dos sentits es complementen en la percepció espacial de la realitat.
A més el terme audiovisuals es relaciona amb les empreses que es dediquen a explotar aquest camp, per a esdeveniments com inauguracions, concursos, etc.

## Beneficis en l'educació
Una de les avantatges del contingut audiovisual sobre el textual, pel que fa al material educatiu, és que acosta l'estudiant a certs conceptes que resulten molt difícils d'imaginar sense cap referència gràfica; lluny d'atrofiar la seva capacitat de pensar per si mateix, li brinda una perspectiva més àmplia i més facilitat d'entesa. Matèries com les ciències naturals, la música o la història entre d'altres, són les que poden aprofitar al màxim els avantatges de proporcionar els continguts mitjançant vídeos d'una manera més atractiva i entenedora, evitant malentesos.